# Ai Nagano
Ai Nagano (永野 愛?, Nagano Ai; Prefettura di Chiba, 13 agosto 1974) è una doppiatrice giapponese.
È famosa soprattutto per aver doppiato Honey Kisaragi in Cutie Honey Flash, Reika Tamaki in Ojamajo Doremi e Komachi Akimoto/Cure Mint in Yes! Pretty Cure 5 e il suo seguito Yes! Pretty Cure 5 GoGo!.

## Doppiaggio

### Anime
- Honey Kisaragi/Cutie Honey in Cutie Honey Flash
- Reika Tamaki in Magica Doremì
- Lady Devimon in Digimon Adventure
- Miki Kurokawa in Digimon Savers
- Nefertimon/Togemon (ep. 8) in Digimon Frontier
- Reika Ōtori e Suzie Wong in Digimon Tamers
- Yoshimi Takenouchi in Pretty Cure e Pretty Cure Max Heart
- Seekun in Pretty Cure Max Heart
- Kimchi in Haruba-Ke no Sanninme
- Yūko Ogawa in Kocchi Muite Miko
- Rita Revant in SoltyRei
- Komachi Akimoto/Cure Mint in Yes! Pretty Cure 5, Yes! Pretty Cure 5 GoGo! e Power of Hope: Pretty Cure Full Bloom
- Big Boing, Cherish, Daria Anjé in Zatch Bell!

### Film
- Komachi Akimoto/Cure Mint in Yes! Pretty Cure 5 - Le Pretty Cure nel Regno degli Specchi
- Komachi Akimoto/Cure Mint in Yes! Pretty Cure 5 GoGo! - Buon compleanno carissima Nozomi
- Komachi Akimoto/Cure Mint in Eiga Pretty Cure All Stars DX - Minna tomodachi Kiseki no zenin daishūgō!
- Komachi Akimoto/Cure Mint in Eiga Pretty Cure All Stars DX 2 - Kibō no hikari Rainbow Jewel wo mamore!
- Komachi Akimoto/Cure Mint in Eiga Pretty Cure All Stars DX 3 - Mirai ni todoke! Sekai wo tsunagu Niji-iro no hana
- Komachi Akimoto/Cure Mint in Eiga Pretty Cure All Stars New Stage 3 - Eien no tomodachi
- Komachi Akimoto/Cure Mint in Eiga HUGtto! Pretty Cure Futari wa Pretty Cure - All Stars Memories

## Videogiochi
- Lirio in Majokko Daisakusen: Little Witching Mischiefs
- Komachi Akimoto/Cure Mint in Yes! Precure 5 (videogioco)
- Miki Kurosaki in Digimon World Data Squad
- Amelia e Lute in Fire Emblem Heroes
- Ibuki Tsushima in Action Taimanin

## CD
- Rachel in Baccano!
- Lopmon e Shuichon Lee in Digimon Tamers

## Ruoli di doppiaggio
- Akane Morishita in True Love Story 2